# بيلي طومسون (لاعب كرة قدم بريطاني)
بيلي طومسون (بالإنجليزية: Billy Thomson) (10 فبراير 1958 في المملكة المتحدة - فبراير 2023) هو لاعب كرة قدم بريطاني في مركز حراسة المرمى. شارك مع منتخب اسكتلندا تحت 21 سنة لكرة القدم ومنتخب اسكتلندا لكرة القدم. أما مع النوادي، فقد لعب مع دندي يونايتد ونادي بارتيك ثيسل ونادي دندي ونادي رينجرز ونادي سانت ميرين ونادي ماذرويل ورابطة كرة القدم الاسكتلندية الحادية عشر ‏ ونادي كلايدبانك ‏.

## وصلات خارجية
- بيلي طومسون على موقع الاتحاد الإسكتلندي (الإنجليزية)
- بيلي طومسون على موقع قاعدة بيانات كرة القدم.إي يو (الإنجليزية)
- بيلي طومسون على موقع ناشيونال فوتبول تيمز (الإنجليزية)
- بيلي طومسون على موقع Soccerbase.com (لاعب) (الإنجليزية)
- بيلي طومسون على موقع عالم كرة القدم.نت (الإنجليزية)